# Redemptoris Mater (encycliek)
Redemptoris Mater (Latijn voor Moeder van de Verlosser) is de zesde encycliek van paus Johannes Paulus II gepubliceerd op 25 maart 1987 en handelt over de rol van de Maagd Maria als de “eerste discipel” en het perfecte voorbeeld van christelijke getuigenis.